# ماي ماهلانغو
ماي ماهلانغو (بالإنجليزية: May Mahlangu)‏ (1 مايو 1989 جنوب أفريقيا - ) هو لاعب كرة قدم جنوب أفريقي.

## روابط خارجية
- ماي ماهلانغو على موقع اتحاد السويد (السويدية)
- ماي ماهلانغو على موقع اتحاد تركيا (لاعب) (الإنجليزية)
- ماي ماهلانغو على موقع قاعدة بيانات كرة القدم.إي يو (الإنجليزية)
- ماي ماهلانغو على موقع ناشيونال فوتبول تيمز (الإنجليزية)
- ماي ماهلانغو على موقع Soccerway.com (الإنجليزية)
- ماي ماهلانغو على موقع عالم كرة القدم.نت (الإنجليزية)
- ماي ماهلانغو على موقع AS.com (الإسبانية)